# Dicromantispa sayi
Dicromantispa sayi is een insect uit de familie van de Mantispidae, die tot de orde netvleugeligen (Neuroptera) behoort. 
Dicromantispa sayi is voor het eerst wetenschappelijk beschreven door Banks in 1897.